# Волков, Евгений Фёдорович
Евгений Фёдорович Волков (1924—1945) — советский офицер, танкист, участник Великой Отечественной войны. Герой Советского Союза (1943). Старший лейтенант Рабоче-крестьянской Красной армии.

## Биография
Евгений Волков родился 12 февраля 1924 года в Туле в рабочей семье.
Окончил девять классов школы. В 1941 году был призван на службу в Рабоче-крестьянскую Красную армию. В 1943 году Волков окончил танковое училище и был направлен на фронт Великой Отечественной войны. Принимал участие в боях на Степном, 2-м Украинском и 1-м Белорусском фронтах. К октябрю 1943 года лейтенант Евгений Волков командовал взводом 586-го танкового батальона 219-й танковой бригады 1-го механизированного корпуса 37-й армии Степного фронта. Отличился во время битвы за Днепр.
В ночь с 1 на 2 октября 1943 года 586-й батальон под командованием старшего лейтенанта Дмитрия Тюркина, в составе которого воевал и Волков, переправился через Днепр к югу от Кременчуга в районе села Мишурин Рог Верхнеднепровского района Днепропетровской области Украинской ССР на плацдарм, который ранее был захвачен подразделениями 57-го стрелковго корпуса. Танкисты в содействии с пехотинцами удержали плацдарм и оттеснили противника в южном направлении. Преодолев проволочные заграждения и противотанковые рвы, советские войска освободили населённые пункты Мишурин Рог, Тарасовка, Бородаевка, Сусловка, Роговка и ряд других. В тех боях Волков лично подбил 2 танка. Он первым со своим взводом прорвался на высоту к югу от Тарасовки, уничтожив при этом 3 артиллерийских орудия и 7 пулемётов.
Указом Президиума Верховного Совета СССР от 20 декабря 1943 года за «образцовое выполнение боевых заданий командования на фронте борьбы с немецкими захватчиками и проявленные при этом мужество и героизм» лейтенант Евгений Волков был удостоен высокого звания Героя Советского Союза с вручением ордена Ленина и медали «Золотая Звезда» за номером 2740.
В дальнейшем участвовал в боях за Кировоград, освобождении Могилёвской, Минской и Брестской областей Белорусской ССР, форсировании Западного Буга, освобождении Польши, Варшавско-Познанской операции, взятии Кутно, форсировании Одера, Восточно-Померанской операции, штурме Берлина. После окончания войны Волков получил отпуск и поехал в Тулу.
3 июня 1945 года Волков был убит командиром взвода аэродрома специального назначения № 1 младшим лейтенантом Бесценным. В тот день Волков прогуливался со своими знакомыми в саду Тульского оружейного завода. Там же находился и Бесценный вместе со своим знакомым, рабочим завода № 539 Трушкиным. Находясь в нетрезвом состоянии, Бесценный подошёл к знакомой Волкова Быковой, толкнул и обругал её нецензурными словами. Волков предложил Бесценному извиниться, но тот отказался, и тогда Волков ударил его. Пригрозив расправиться с Волковым, Бесценный ушёл, а затем, подкараулив, когда тот шел домой, вместе с Трушкиным догнал его, ударил по голове рукояткой пистолета и убил его тремя выстрелами. Убийцы вскоре были установлены и арестованы. Военный трибунал приговорил Бесценного к высшей мере наказания, а Трушкина к 10 годам лишения свободы.
Похоронен на Всехсвятском кладбище.

## Память
В честь Е. Ф. Волкова в 1966 году была названа улица в Пролетарском районе города Туле (ранее Шлаковая).

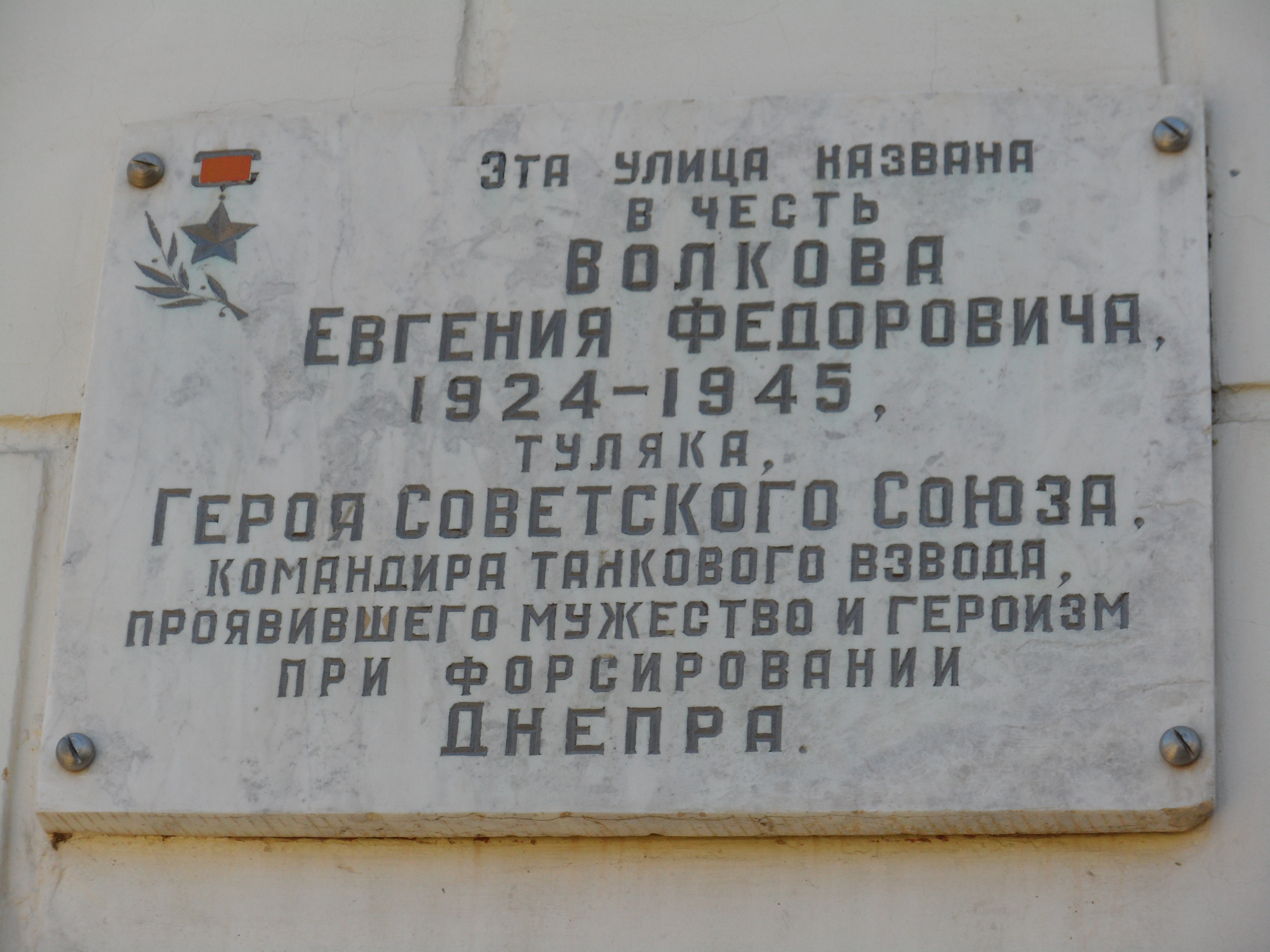
Памятная доска на улице Волкова в городе Туле
Могила Е. Ф. Волкова на Всехсвятском кладбище